# Satz von Borsuk-Ulam
Der Satz von Borsuk-Ulam besagt, dass jede stetige Funktion von einer {\displaystyle n}-Sphäre {\displaystyle S^{n}} in den {\displaystyle n}-dimensionalen euklidischen Raum ein Paar von antipodalen Punkten auf denselben Punkt abbildet.
(Zwei Punkte einer Sphäre heißen antipodal, wenn sie in genau entgegengesetzten Richtungen vom Mittelpunkt liegen.)
Der Fall {\displaystyle n=2} wird oft dadurch erläutert, dass zu jedem Zeitpunkt ein Paar von antipodalen Punkten auf der Erdoberfläche mit gleichen Temperaturen und gleichem Luftdruck existieren. Dies setzt voraus, dass Temperatur und Luftdruck stetige Funktionen sind.
Der Satz von Borsuk-Ulam wurde von Stanisław Ulam vermutet und 1933 durch Karol Borsuk bewiesen. Es ist möglich, aus dem Satz von Borsuk-Ulam auf elementare Weise den brouwerschen Fixpunktsatz herzuleiten. Es gibt verschiedene Verallgemeinerungen des Satzes, so dass man von Sätzen vom Borsuk-Ulam-Typ spricht.

## Aussage
Es gibt verschiedene äquivalente Formulierungen des Satzes:
- Sei {\displaystyle f\colon S^{n}\to S^{m}} eine stetige antipodale Abbildung, dann ist {\displaystyle n\leq m}. Dabei bedeutet antipodal, dass {\displaystyle f(-x)=-f(x)} für alle {\displaystyle x\in S^{n}} gilt.
- Sei {\displaystyle f\colon S^{n}\to \mathbb {R} ^{n}} eine stetige antipodale Abbildung. Dann gibt es ein {\displaystyle x\in S^{n}} mit {\displaystyle f(x)=0}
- Sei {\displaystyle f\colon S^{n}\to \mathbb {R} ^{n}} eine stetige Abbildung. Dann gibt es einen Punkt {\displaystyle x\in S^{n}} mit {\displaystyle f(x)=f(-x)}. Dies ist die Formulierung in der Einleitung.
- Wird die n-Sphäre durch (n+1) offene oder abgeschlossene Untermengen {\displaystyle S_{i}} der n-Sphäre überdeckt, enthält mindestens eines der {\displaystyle S_{i}} ein antipodales Paar von Punkten.

## Borsukscher Antipodensatz
Eine stärkere Aussage ist der Satz von Borsuk, der auch als Borsukscher Antipodensatz bekannt ist. Man nennt eine Funktion antipodenerhaltend, wenn sie ungerade ist.

### Aussage
Ist {\displaystyle \Omega } eine symmetrische, offene und beschränkte Teilmenge des {\displaystyle \mathbb {R} ^{n}}, welche den Nullpunkt enthält, und {\displaystyle f\colon {\overline {\Omega }}\rightarrow \mathbb {R} ^{n}} stetig und antipodenerhaltend, das heißt {\displaystyle f(-x)=-f(x)} für alle {\displaystyle x\in {\overline {\Omega }}}, sowie {\displaystyle 0\not \in f(\partial \Omega )}. Dann ist der Brouwersche Abbildungsgrad {\displaystyle d(f,\Omega ,0)} eine ungerade Zahl.

### Weitere Verallgemeinerungen
- Anstatt zu fordern, dass {\displaystyle f\in C({\overline {\Omega }},\mathbb {R} ^{n})} antipodenerhaltend ist, reicht es

{\displaystyle {\frac {f(x)}{\|f(x)\|}}\neq {\frac {f(-x)}{\|f(-x)\|}}}
und {\displaystyle 0\not \in f(\partial \Omega )} zu fordern. Funktionen, die dies erfüllen, sind homotop zu einer antipodenerhaltenden Funktion, was für den Beweis des Borsukschen Satzes ausreicht. Insbesondere gibt es keine stetige Fortsetzung von {\displaystyle f|_{\partial \Omega }} auf {\displaystyle \Omega } mit {\displaystyle 0\notin f(\Omega )}. Denn ist der Brouwersche Abbildungsgrad ungleich null, dann hat die Gleichung {\displaystyle f(x)=0} mindestens eine Lösung {\displaystyle x\in \Omega }.
- Die Aussage kann man auch auf unendlichdimensionale normierte Räume verallgemeinern. Dabei sei {\displaystyle \Omega } eine symmetrische, offene und beschränkte Teilmenge des normierten Raums {\displaystyle (X,\|\cdot \|)}, {\displaystyle 0\in \Omega } {\displaystyle F=\operatorname {Id} -F_{0}}, wobei {\displaystyle F_{0}\colon {\overline {\Omega }}\to X} eine kompakte Abbildung ist, {\displaystyle 0\not \in F(\partial \Omega )} und

{\displaystyle {\frac {F(x)}{\|F(x)\|}}\neq {\frac {F(-x)}{\|F(-x)\|}}.}
Dann ist der Leray-Schauder-Grad eine ungerade Zahl.

## Anwendung
In der elementaren Geometrie kann man mit der Aussage von Borsuk-Ulam folgende interessante Tatsache beweisen (auch bekannt als Satz von Stone-Tukey oder Ham sandwich theorem):

„Gegeben zwei beliebige Polygone in der Ebene. Dann existiert eine Gerade derart, dass diese den Flächeninhalt beider Polygone gleichzeitig halbiert (d.h. nicht nur in der Summe, sondern sogar beide für sich genommen).“

BeweisSei {\displaystyle i\in \{1,2\}} und bezeichne mit {\displaystyle A_{i}} die vorgegebenen Polygone. Betrachte diese in der verschobenen {\displaystyle x}-{\displaystyle y}-Ebene {\displaystyle D:=\mathbb {R} ^{2}\times \{1\}\subseteq \mathbb {R} ^{3}}, die wir im euklidischen Standardraum betrachten. Sei dann {\displaystyle u\in S^{2}} der Ortsvektor eines Punktes auf der Einheitssphäre und bezeichne mit {\displaystyle P_{u}} die Normalenebene zu {\displaystyle u} durch den Nullpunkt. Für {\displaystyle u\neq {\begin{pmatrix}0&0&\pm 1\end{pmatrix}}^{\top }} definiert der Schnitt von {\displaystyle P_{u}} mit {\displaystyle D} eine Gerade {\displaystyle L_{u}}. Mit dieser Gerade können Abbildungen {\displaystyle f_{i}\colon S^{2}\to \mathbb {R} ^{2}} erklärt werden vermöge der stetigen Zuordnung: {\displaystyle u\mapsto {\text{Inhalt von }}A_{i}{\text{ in }}u{\text{-Richtung von }}L_{u}}. Offenbar haben diese Abbildungen die Eigenschaft {\displaystyle f_{i}(u)+f_{i}(-u)={\text{Inhalt}}(A_{i})}. Wenn {\displaystyle \|\cdot \|} das Maß eines Inhalts bezeichnet, kann mit der Definition {\displaystyle F(u):=(\|f_{1}(u)\|,\|f_{2}(u)\|)^{\top }} eine weitere stetige Abbildung von {\displaystyle S^{2}\to \mathbb {R} ^{2}} erklärt werden. Borsuk-Ulam liefert dann für {\displaystyle F} die Existenz eines Punktes {\displaystyle u^{*}} mit {\displaystyle F(u^{*})=F(-u^{*})}. Nach Konstruktion von {\displaystyle F} gilt für diesen Punkt {\displaystyle \|f_{i}(u^{*})\|=\|f_{i}(-u^{*})\|={\tfrac {1}{2}}\|A_{i}\|} für beide {\displaystyle i\in \{1,2\}}. Damit ist {\displaystyle L_{u^{*}}} die gesuchte Gerade aus der Behauptung.
Weitere Anwendungen findet der Satz in der Topologischen Kombinatorik. Dort ist der Satz eng mit dem Lemma von Tucker verbunden und ist äquivalent dazu. Manchmal wird der Satz von Borsuk-Ulam dort in einer Variante bzw. Verallgemeinerung von Albrecht Dold benutzt.